# John Henry Newman
John Henry Newman C.O. (Londres, 21 de febrer de 1801 - Birmingham, 11 d'agost de 1890) fou un sacerdot anglicà convertit al catolicisme en 1845; més tard, fou nomenat cardenal. El 1991 va ser proclamat venerable per Joan Pau II i ha estat beatificat el 19 de setembre de 2010 i canonitzat el 13 d'octubre de 2019.

## Biografia

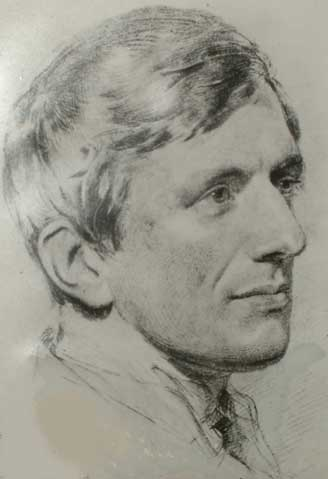
Retrat de 1824, quan va fer el seu primer sermó

És el major d'una família anglicana de sis germans, fill de pare banquer i mare descendent d'hugonots francesos exiliats el segle xvii. En 1817 ingressa a la Universitat d'Oxford i en 1822 esdevé fellow (membre del cos docent) de l'Oriel College. En 1825 és ordenat prevere de l'Església d'Anglaterra, però no deixa la seua vocació universitària. En 1828 comença el seu ministeri com a vicar (rector) de l'església de Santa Maria Verge de la Universitat d'Oxford, i l'estudi dels concilis i dels Pares de l'Església.
En 1833 pateix una greu malaltia que el col·loca al llindar de la mort, durant un viatge a Sicília. Quan retorna a Anglaterra funda i lidera el Moviment d'Oxford amb el fi de renovar l'anglicanisme, que considerava afeblit espiritualment per causa de la seua unió amb l'Estat. En 1847, una vegada al si de l'Església catòlica, va establir l'Oratori de Sant Felip Neri a Anglaterra. La primera comunitat oratoriana va ser establerta el 1849 a la ciutat de Birmingham.
La seua concepció dinàmica de la tradició cristiana, que comportava el diàleg amb el món modern, li reportà la malfiança dels sectors eclesiàstics més intransigents, però el papa Lleó XIII va nomenar-lo cardenal l'any 1879. Dos anys abans, va ser nomenat primer fellow honorari del Trinity College d'Oxford. És considerat "Pare invisible" del Concili Vaticà II, així ho pensaven Pau VI i altres teòlegs.

## Obra
L'obra de John Henry Newman, extensa i profunda, fa que se'l considere un clàssic del pensament cristià. Plasmada en gèneres diferents, fa referència a una sèrie de temes amb un denominador comú: la fe cristiana, entesa com a relació personal amb el Déu de Jesús en la comunió de l'Església, segons el professor August Monzon.
Les obres més importants per orde cronològic són:
- 1832 The Arians of the Fouth Century (teologia històrica).
- 1841 The Via Media of the Anglican Church (assaig teològic).
- 1845 The Development of Christian Doctrine (assaig teològic).
- 1848 Loss and Gain (novel·la).
- 1859 The Idea of a University (filosofia de l'educació).
- 1864 Apologia pro vita sua (autobiografia)
- 1865 The Dream of Gerontius (poesia)
- 1870 Grammar of Assent (filosofia del coneixement)
- 1893 Meditations and Devotions (literatura devocional).

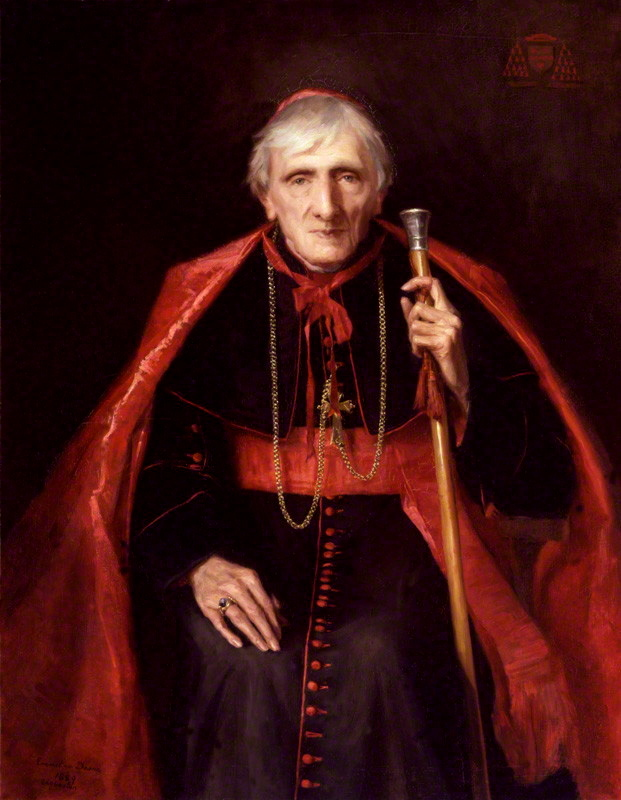
Pintura d'Emmeline Deane (Londres, National Portrait Gallery)
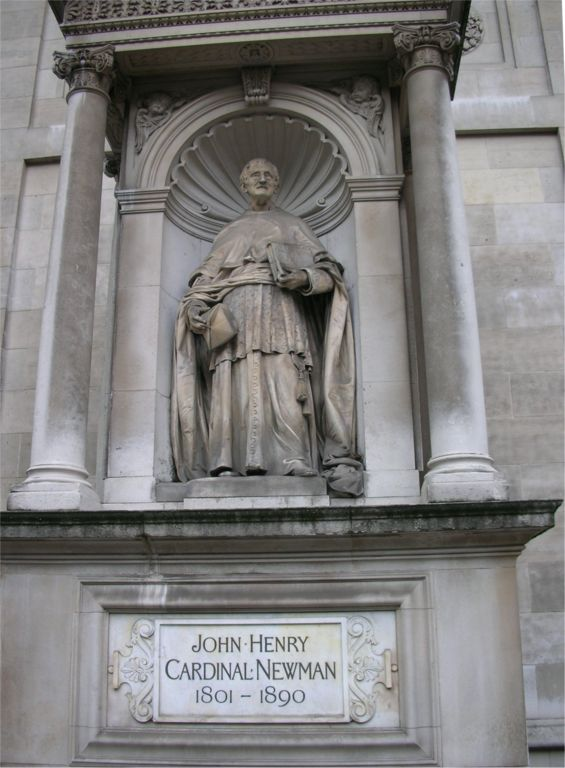
Escultura al Brompton Oratory (Londres)
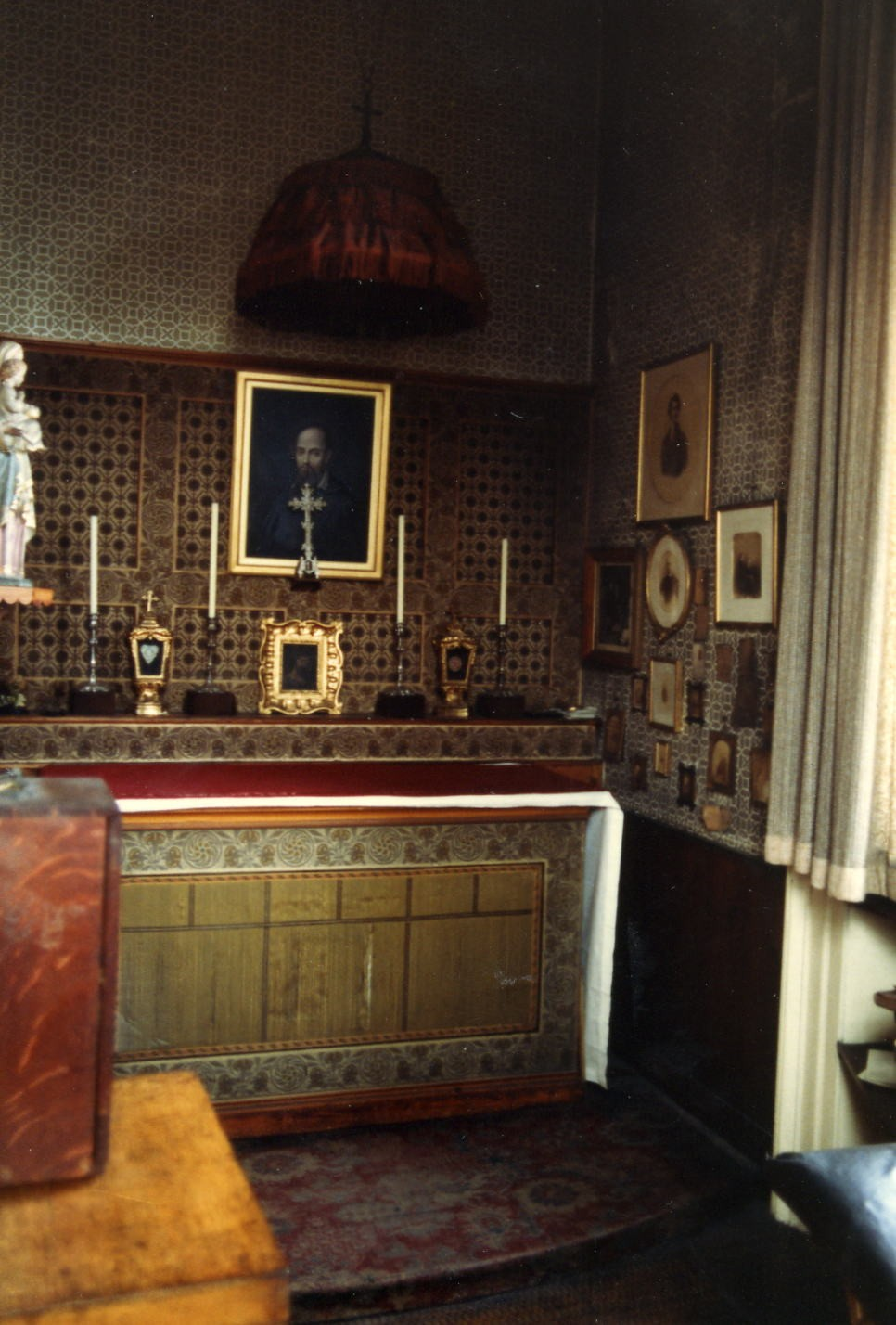
Cambra del cardenal Newman a l'oratori de Birmingham
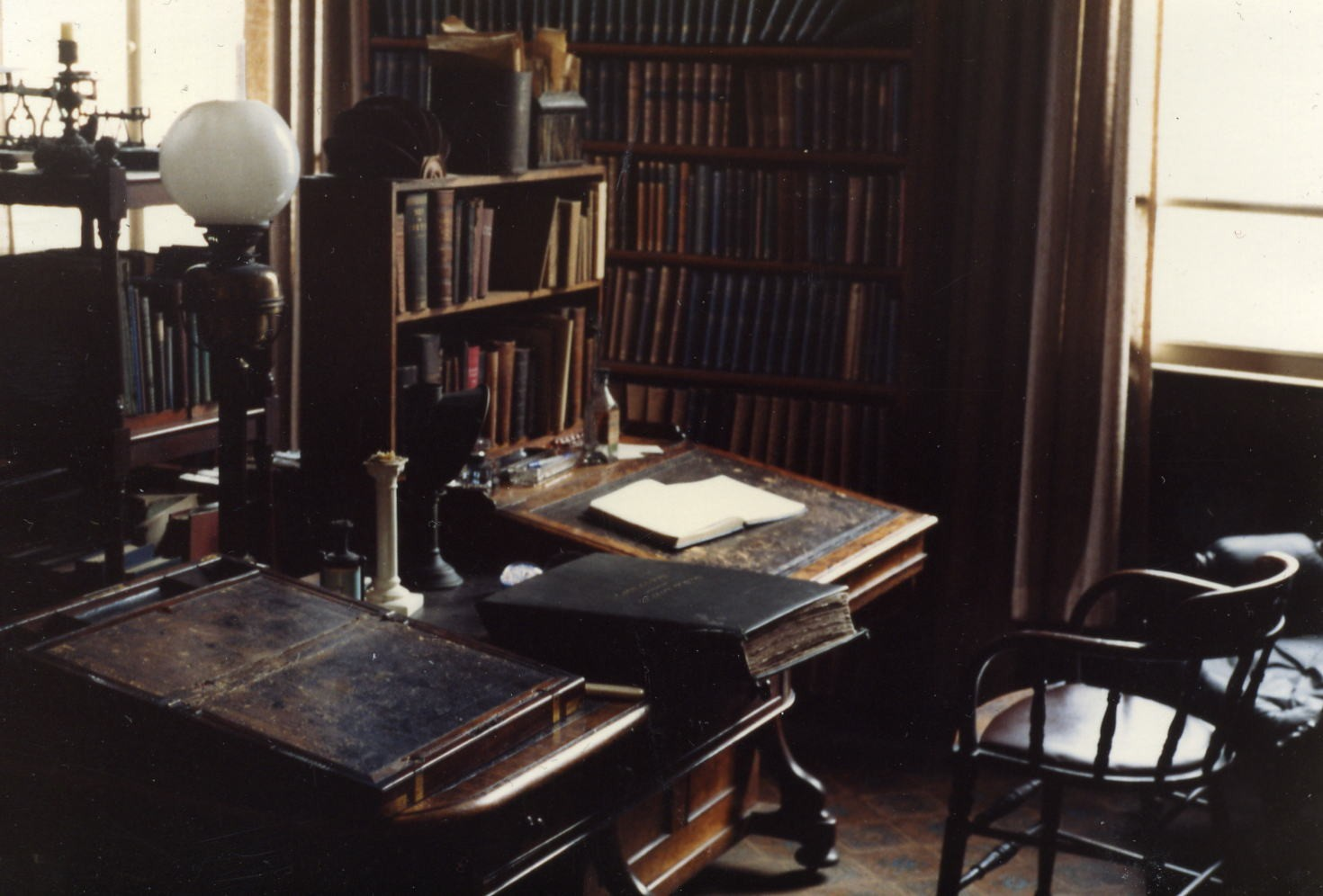
Despatx i escriptori de Newman a l'oratori
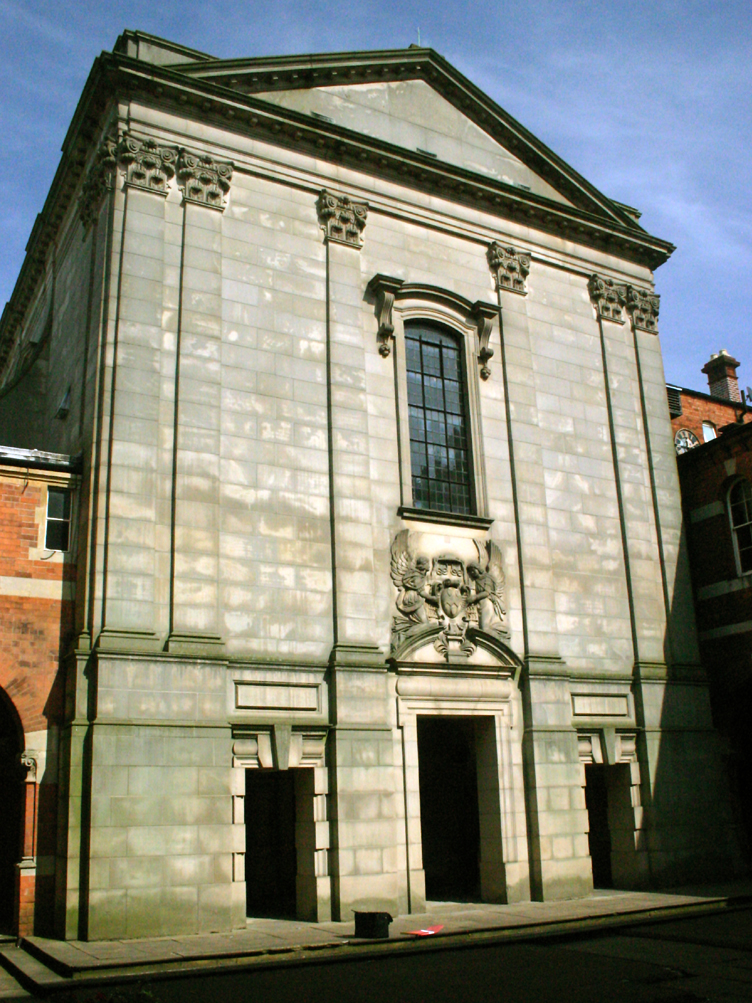
Oratori de Birmingham

Obres i escrits de Newman en valencià-català:
- Apologia pro vita sua, Traducció, introducció i notes del P. Aureli Boix, CO. Proa, Barcelona, 1989 (Col·lecció Clàssics del Cristianisme, núm. 7).
- Quadern de pregàries. Traducció del P. Aureli Boix, CO. Balmes, Barcelona, 1990.
- El cor parla al cor, Edició preparada pel Centre Newman de València. Claret, Barcelona, 1991.
- Diversos sermons i altres textos traduïts per Salvador Albert i Móra a la revista Newman. Idees, documents, estudis, Publicació periòdica del Centre Newman de València, 1985-1997.
- En el món, però no del món. Selecció de sermons. Trad. de Salvador Albert i Móra. Intr. i notes d'August Monzon i Arazo. Editorial Denes (Col·lecció Rent), Paiporta, 2008.

## Pàgines externes
- Catholic Encyclopaedia: John Henry Newman
- Venerable John Henry Cardinal Newman: The "Father" of the Second Vatican Council
- «Cardenal Newman "La buena conciencia es la obra maestra del diablo"», 21-09-2010. Arxivat de l'original el 2016-08-18. [Consulta: 12 juliol 2016].